# Маркова кула (Кавадарци)
Маркова кула (на македонска литературна норма: Маркова кула) е средновековна отбранителна кула в град Кавадарци, днес Северна Македония. Кулата е единственият запазен средновековен паметник в града и в цялата община.

## Архитектурни особености
Кулата е разположена в центъра на града – в така наречената Кулевска махала. Изградена е вероятно във втората половина на XVII век. Кулата има четвъртита форма и е висока около 20 m. Изградена е от камъни, споени с хоросан, като стените достигат дебелина от 1 m. Има пет етажа – като единствената врата, оформена с камъни, е на втория етаж, на третия етаж има малко прозорче, а на четвъртия и петия има по три прозореца с железни решетки. На южната стена на четвъртия етаж има бойница, а на петия отход на мръсната вода. Във вътрешността е имало дървена стълба. Покривът е повреден.
Кулата е отбранителна, като точният период на създаването ѝ е неизвестен, като има данни, че е от предосманския период.